# Money in the Bank (2025)
Money in the Bank (2025), promowany również jako Money in the Bank: Los Angeles – szesnasta gala wrestlingu w chronologii cyklu Money in the Bank, wyprodukowana przez federację WWE dla zawodników z brandów Raw i SmackDown, z jedną walką z udziałem wrestlera z siostrzanej promocji WWE Lucha Libre AAA Worldwide (AAA). Odbyła się 7 czerwca 2025 w Intuit Dome w Inglewood w stanie Kalifornia. Wydarzenie było transmitowane w systemie pay-per-view (PPV) i na żywo, co oznacza pierwsze Money in the Bank transmitowane w serwisie Netflix.
Gala opierała się na Money in the Bank ladder matchach, wieloosobowym ladder matchu, w którym uczestnicy rywalizowali o kontrakt zapewniający zwycięzcy walkę o wybrane przez siebie mistrzostwo w dowolnym momencie w ciągu następnego roku. Pojedynek mężczyzn wygrał Seth Rollins z Raw, a walkę kobiet, która była walką otwarcia, wygrała Naomi ze SmackDown.
Podczas wydarzenia odbyły się trzy inne walki. W walce wieczoru, Cody Rhodes i Jey Uso pokonali Johna Cenę i Logana Paula w ostatnim występie Ceny na Money in the Bank jako występującego na ringu z powodu jego przejścia na emeryturę z profesjonalnego wrestlingu pod koniec 2025 roku. Wydarzenie to było również świadkiem niespodziewanego pojawienia się R-Trutha, ponieważ zaledwie tydzień wcześniej ogłoszono, że jego kontrakt nie zostanie przedłużony; później ujawniono, że w wyniku reakcji fanów jego kontrakt został odnowiony tuż przed wydarzeniem. W dniu wydarzenia minęła również 28. rocznica debiutu Michaela Cole’a w roli spikera play-by-play dla firmy.

## Produkcja

### Tło
Money in the Bank to coroczna gala wrestlingu produkowana przez amerykańską promocję WWE od 2010 roku, odbywająca się zwykle od maja do lipca. Wraz z WrestleManią, Royal Rumble, SummerSlam i Survivor Series jest uważane za jedno z pięciu największych gal roku w promocji, zwane „Wielką Piątką”. Koncepcja gali wywodzi się z ustanowionego przez WWE Money in the Bank ladder matchu, w którym wielu wrestlerów używa drabin, aby odzyskać walizkę wiszącą nad ringiem. Walizka zawiera kontrakt, który gwarantuje zwycięzcom poszczególnych walk mężczyzn i kobiet walkę o wybrane przez nich mistrzostwo w dowolnym momencie w ciągu następnego roku.
Ogłoszona 20 kwietnia 2025 roku 16. gala Money in the Bank miała odbyć się w sobotę 7 czerwca 2025 roku w Intuit Dome w Inglewood w stanie Kalifornia z udziałem wrestlerów z brandów Raw i SmackDown. Będzie to pierwsza gala Money in the Bank, która odbędzie się w czerwcu od 2018 roku. W ramach weekendu Money in the Bank, rozwojowy brand WWE NXT, wraz z meksykańską spółką zależną Lucha Libre AAA Worldwide, zorganizuje Worlds Collide tego samego dnia przed Money in the Bank w pobliskim Kia Forum.
Oprócz emisji w tradycyjnym systemie pay-per-view (PPV) na całym świecie i za pośrednictwem transmisji na żywo na Peacock w Stanach Zjednoczonych, wydarzenie będzie również dostępne do transmisji na żywo w serwisie Netflix na większości rynków międzynarodowych oraz w WWE Network we wszystkich pozostałych krajach, które nie zostały jeszcze przeniesione do Netflix z powodu wcześniej obowiązujących umów. Jest to pierwsza transmisja Backlash na żywo w serwisie Netflix po fuzji WWE Network w ramach usługi w styczniu 2025 roku na tych obszarach.

### Rywalizacje
Money in the Bank oferowało walki profesjonalnego wrestlingu z udziałem wrestlerów należących do brandów Raw i SmackDown. Oskryptowane rywalizacje (storyline’y) kreowane będą podczas cotygodniowych gal Raw i SmackDown. Wrestlerzy są przedstawieni jako heele (negatywni, źli zawodnicy i najczęściej wrogowie publiki) i face’owie (pozytywni, dobrzy i najczęściej ulubieńcy publiki), którzy rywalizują pomiędzy sobą w seriach walk mających budować napięcie. Kulminacją rywalizacji jest walka wrestlerska lub ich seria.

#### Męski Money in the Bank ladder match
Walki kwalifikacyjne do męskiego Money in the Bank ladder matchu rozpoczęły się 16 maja na SmackDown, a Solo Sikoa pokonał Jimmy’ego Uso i Reya Fénixa w triple threat matchu. Walki kwalifikacyjne byuły kontynuowane na SmackDown w następnym tygodniu w kolejnym triple threat matchu, gdzie LA Knight pokonał Aleistera Blacka i Shinsuke Nakamurę. Kwalifikacje były kontynuowane na Raw 26 maja z dwoma kolejnymi triple threat matchami, w których Penta pokonał Chada Gable’a i Dragona Lee, a później tej samej nocy Seth Rollins pokonał Finna Bálora i Samiego Zayna. W tym tygodniu na SmackDown, Andrade zdobył ostatnie miejsce SmackDown, pokonując Carmelo Hayesa i Jacoba Fatu, a ostatnie miejsce na Raw zostało ustalone na odcinku Raw z 2 czerwca, gdzie El Grande Americano pokonał AJ Stylesa i CM Punka.

#### Żeński Money in the Bank ladder match
Walki kwalifikacyjne do kobiecego Money in the Bank ladder match również rozpoczęły się 16 maja na SmackDown, a Alexa Bliss pokonała Chelsea Green i Michin w triple threat matchu. Kolejne dwie walki kwalifikacyjne, które również były triple threat matchami, odbyły się 19 maja na Raw, gdzie Roxanne Perez pokonała Becky Lynch i Natalyę, a następnie Rhea Ripley pokonała Kairi Sane i Zoey Stark. Czwarta kwalifikantka została wyłoniona na SmackDown przez kolejny triple threat match, gdzie Giulia pokonała Charlotte Flair i Zelinę Vegę. Ostatnie miejsce SmackDown zostało następnie ustalone na odcinku SmackDown z 30 maja, w którym Naomi pokonała Jade Cargill i Nię Jax, podczas gdy ostateczne miejsce Raw zostało określone na odcinku Raw z 2 czerwca, w którym Stephanie Vaquer pokonała Ivy Nile i Liv Morgan.

#### Cody Rhodes i Jey Uso vs. John Cena i Logan Paul
Na Royal Rumble 1 lutego, Jey Uso wygrał męski Royal Rumble match, eliminując jako ostatniego Johna Cenę. Podczas nocy pierwszej WrestleManii 41, Uso wygrał World Heavyweight Championship, podczas gdy podczas drugiej nocy, teraz jako czarny charakter, Cena pokonał Cody’ego Rhodesa, aby wygrać Undisputed WWE Championship. Po WrestleManii Rhodes wziął urlop od WWE, podczas gdy Uso zaczął walczyć z Loganem Paulem. Podczas Saturday Night’s Main Event XXXIX w dniu 24 maja, Cena skonfrontował Uso za kulisami przed obroną tytułu tego ostatniego przeciwko Paulowi. Cena skomentował możliwość utraty tytułu przez Uso na rzecz "YouTubera" i tego, jak "zrujnowałoby to wrestling", co Cena obiecał zrobić po zadeklarowaniu zamiaru przejścia na emeryturę jako mistrz pod koniec 2025 roku. Później tej nocy, Cena ingerował w walkę o tytuł w imieniu Paula, ale został powstrzymany przez powracającego Rhodesa. Uso następnie przypiął Paula, aby zachować swój tytuł. Po walce Rhodes oświadczył, że on i Uso zmierzą się z Ceną i Paulem w tag team matchu na Money in the Bank, który następnie został oficjalnie ogłoszony.

#### Pojedynek o WWE Women’s Intercontinental Championship
W noc drugą WrestleManii 41, Lyra Valkyria połączyła siły z powracającą Becky Lynch, aby wygrać WWE Women’s Tag Team Championship tylko po to, by natychmiast stracić tytuł następnej nocy w rewanżu na Raw, co rozwścieczyło Lynch, powodując, że zwróciła się przeciwko Valkyrii. Następnie obie zmierzyły się ze sobą na Backlash o WWE Women’s Intercontinental Championship, gdzie Valkyria zachowała tytuł, ale po walce Lynch atakowała Valkyrię dalej. Valkyria następnie kosztowała Lynch jej walkę kwalifikacyjną do Money in the Bank na odcinku Raw z 19 maja. 26 maja zaplanowano rewanż o Women’s Intercontinental Championship na Money in the Bank. Tej nocy na Raw, Lynch zaproponowała warunki ostatniej szansy na walkę, w którym jeśli Valkyria wygra, nigdy więcej nie będzie walczyć o tytuł tak długo, jak Valkyria będzie mistrzynią, ale jeśli Lynch wygra, Valkyria będzie musiała podnieść rękę i uznać Lynch za lepszą kobietę, w taki sam sposób, w jaki Lynch zrobiła to w 2023 roku, kiedy straciła NXT Women’s Championship na rzecz Valkyrii, która następnie się zgodziła.

#### Pojedynek o WWE Intercontinental Championship
Podczas gali Worlds Collide na kilka godzin przed Money in the Bank, po tym jak drużyna Octagóna Jr. z AAA właśnie wygrała swoją walkę, Dominik Mysterio, który siedział przy ringu wraz z Liv Morgan, przerwał świętowanie i wyśmiewał Octagóna Jr. za bycie fanem swojego ojca, Reya Mysterio. Doszło do bójki, w wyniku której Dominik wyzwał Octagóna Jr. na pojedynek podczas gali Money in the Bank, stawiając na szali swoje WWE Intercontinental Championship. Walka została następnie oficjalnie ogłoszona.

## Wyniki walk
| Nr                                 | Wyniki                                                                                                | Stypulacje | Czas  |
| ---------------------------------- | --- | --- | ----- |
| 1                                  | Naomi pokonała Alexę Bliss, Giulię, Rheę Ripley, Roxanne Perez i Stephanie Vaquer                     | Money in the Bank ladder match o kontrakt na walkę o kobiece mistrzostwo | 25:15 |
| 2                                  | Dominik Mysterio (c) (z Liv Morgan) pokonał Octagóna Jr. poprzez pinfall                              | Singles match o WWE Intercontinental Championship | 4:55  |
| 3                                  | Becky Lynch pokonała Lyrę Valkyrię (c) poprzez pinfall                                                | Last Chance match o WWE Women’s Intercontinental Championship Odkąd Valkyria przegrała, musiała podnieść rękę Lynch i uznać ją za lepszą kobietę. Gdyby Lynch przegrała, nigdy nie byłaby w stanie ponownie walczyć o tytuł tak długo, jak Valkyria byłaby mistrzynią. | 15:20 |
| 4                                  | Seth Rollins (z Paulem Heymanem) pokonał Andrade, El Grande Americano, LA Knighta, Pentę i Solo Sikoę | Money in the Bank ladder match o kontrakt na walkę o męskie mistrzostwo | 33:35 |
| 5                                  | Cody Rhodes i Jey Uso pokonali Johna Cenę i Logana Paula poprzez pinfall                              | Tag team match | 23:45 |
| (c) – mistrz/mistrzyni przed walką | | |       |